# Nintendo Switch 2 Pro Controller

Il Nintendo Switch 2 Pro Controller è un controller prodotto da Nintendo a partire dal 2025 per il Nintendo Switch 2.  

## Descrizione e caratteristiche
Il Nintendo Switch 2 Pro Controller presenta un design molto simile al suo predecessore per Nintendo Switch. Il nuovo Pro Controller integra un pulsante C con cui è possibile aprire il menu di GameChat in qualsiasi momento, i pulsanti GL/GR sul retro configurabili a piacimento e un mini-jack stereo 3,5 mm per cuffie e microfono.
Il controller utilizza un connettore USB-C per la ricarica.

### Tasti
- A, B, X, Y
- L ed R
- ZL e ZR
- GL e GR (configurabili a proprio piacimento)
- Croce direzionale
- Due stick analogici premibili
- Pulsante -
- Pulsante +
- Pulsante C (permette di avviare GameChat)
- Pulsante HOME
- Pulsante di cattura (permette di acquisire screenshot o filmati del gioco a cui si sta giocando)

### Dati tecnici
- Peso: 235 g
- Connettività: Bluetooth, NFC (per gli amiibo). USB Type-C (ricarica)
- Sensori: accelerometro, giroscopio, Rumble HD 2
- Batteria: 1.070 mAh
- Autonomia: 40 ore circa (dipende dall’utilizzo)
- Tempo di ricarica completa: 3,5 ore circa